# 梅田芳穂

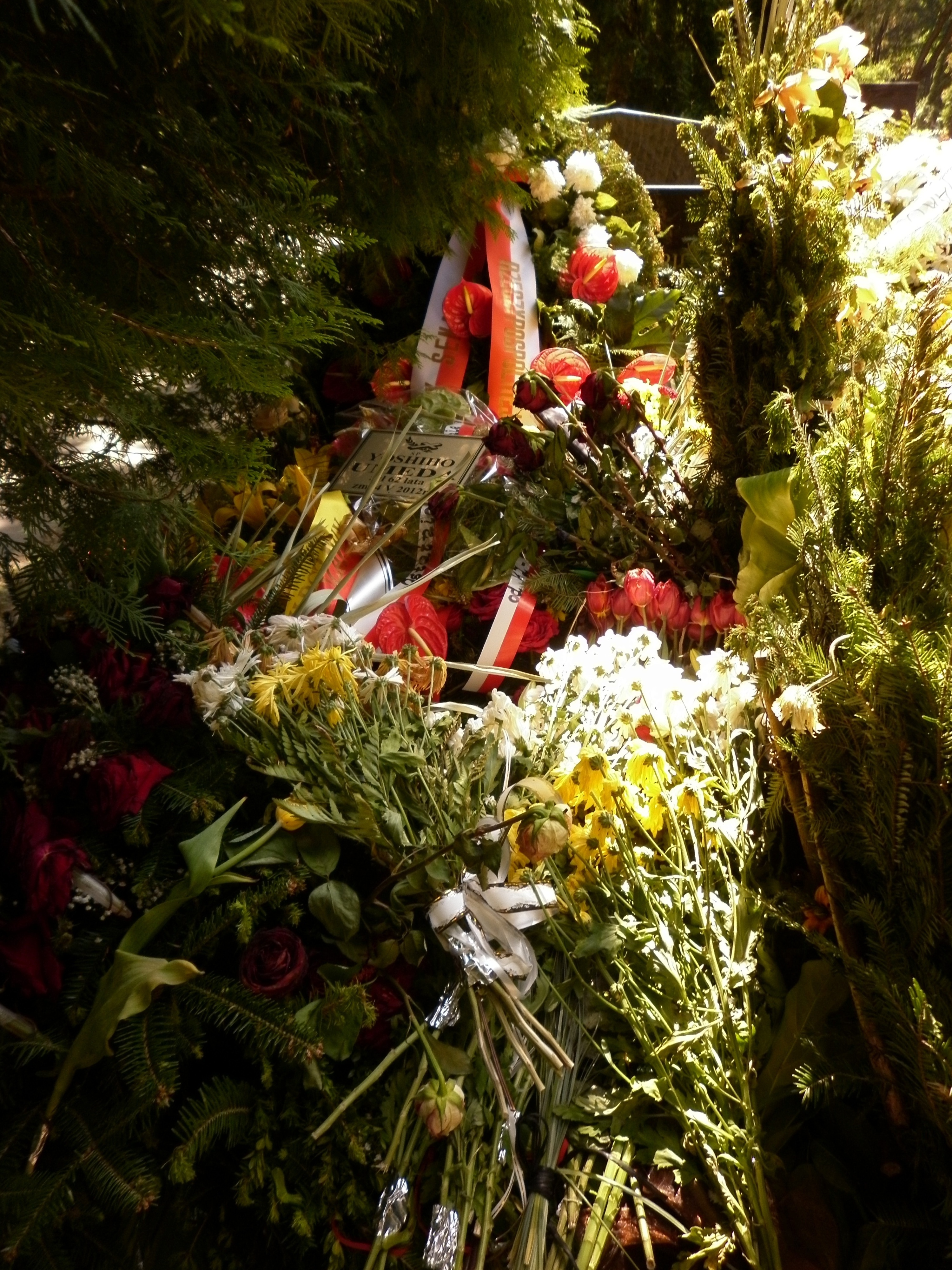
梅田芳穂の墓

梅田 芳穂（うめだ よしほ、男性、1949年9月16日 - 2012年5月4日）は、日本の社会運動家。ポーランドの民主化に貢献した。

## 生涯

### 生い立ち
千葉県長生郡鶴枝村 (現：茂原市) に生まれる。実父は僧侶で後に関西学院大学教授となった梅田良忠、実母は角川ノンフィクション賞受賞作家の樋口久代。

### ポーランド渡航
1963年に東欧学者であった父の遺言により、単身ポーランドに渡り、父の友人で考古学者・野党活動家のコンラッド・ヤヂヂェフ教授に家で下宿する。のち母親がポーランド学者の工藤幸雄と再婚し、ワルシャワに住むようになったので、その後は母親と共に生活。

### 民主化運動への参加
1968年にワルシャワ大学に入学、三月事件後に民主化活動組織に加わる
ワルシャワ大学卒業後、日綿実業ワルシャワ事務所に入社。その後、本格的にポーランド民主化運動に携わり日綿を退職する。

### 連帯の立ち上げと国外追放
「連帯」に参加。1981年に国外追放処分でパリに移る。同年ローマ教皇のヨハネ・パウロ2世に特別謁見を許され、後の教皇のポーランド祖国訪問を導く。
1989年、永住権復活。民主的全国選挙の選挙参謀となり勝利した。

### 民主化後
1990年、有限会社「YOHO」創業。2001年ポーランド文化功労章、2006年ポーランド十字勲章受章。
2012年5月4日にワルシャワの病院で死去、62歳。

## 逸話
6ヶ国語を話す国際人である。

## 外部サイト
- 本人による自伝的記述 - ポーランド在住の日本人の紹介サイト「ひと」
- https://lodzsan0.wordpress.com 個人ブログ「ウッチの歴史を学ぶ」